# АЕС Графенрайнфельд
АЕС Графенрайнфельд (нім. Kernkraftwerk Grafenrheinfeld) — закрита атомна електростанція в Німеччині (в Баварії), потужністю 1345 МВт. Припинила діяльність 27 червня 2015. Рішення про припинення функціонування АЕС було прийнято в рамках програми з зупинення всіх атомних станцій до кінця 2022 року, прийнятої чотири роки тому.
Будівництво почалося в 1974 році компанією Bayernwerk AG і було введено в експлуатацію 9 грудня 1981 року. Основою станції є водно-водяний ядерний реактор третього покоління («передконвойна» установка) з валовою електричною потужністю 1345 мегават. Річне виробництво електроенергії в середньому становило понад десять мільярдів кіловат-годин. Оператором є PreussenElektra GmbH, розташована в Ганновері. АЕС має дві градирні висотою 143 метри кожна, які видно здалеку. 1 березня 2006 року було введено в експлуатацію новозбудоване на цьому майданчику тимчасове сховище відпрацьованих ядерних паливів. АЕС була зупинена 27 червня 2015 року.
Після аварії на АЕС у Фукусімі ЄС ініціював «стрес-тест для атомних електростанцій». У ЄС є 134 атомні електростанції в 68 місцях, з яких 24 місця були перевірені. У фінальній доповіді, опублікованій наприкінці 2012 року, міжнародні ядерні експерти («рецензування») заявили, що станція «не була належним чином спроектована, щоб протистояти землетрусам»; крім того, критикували відсутність відповідних систем вимірювання землетрусів.

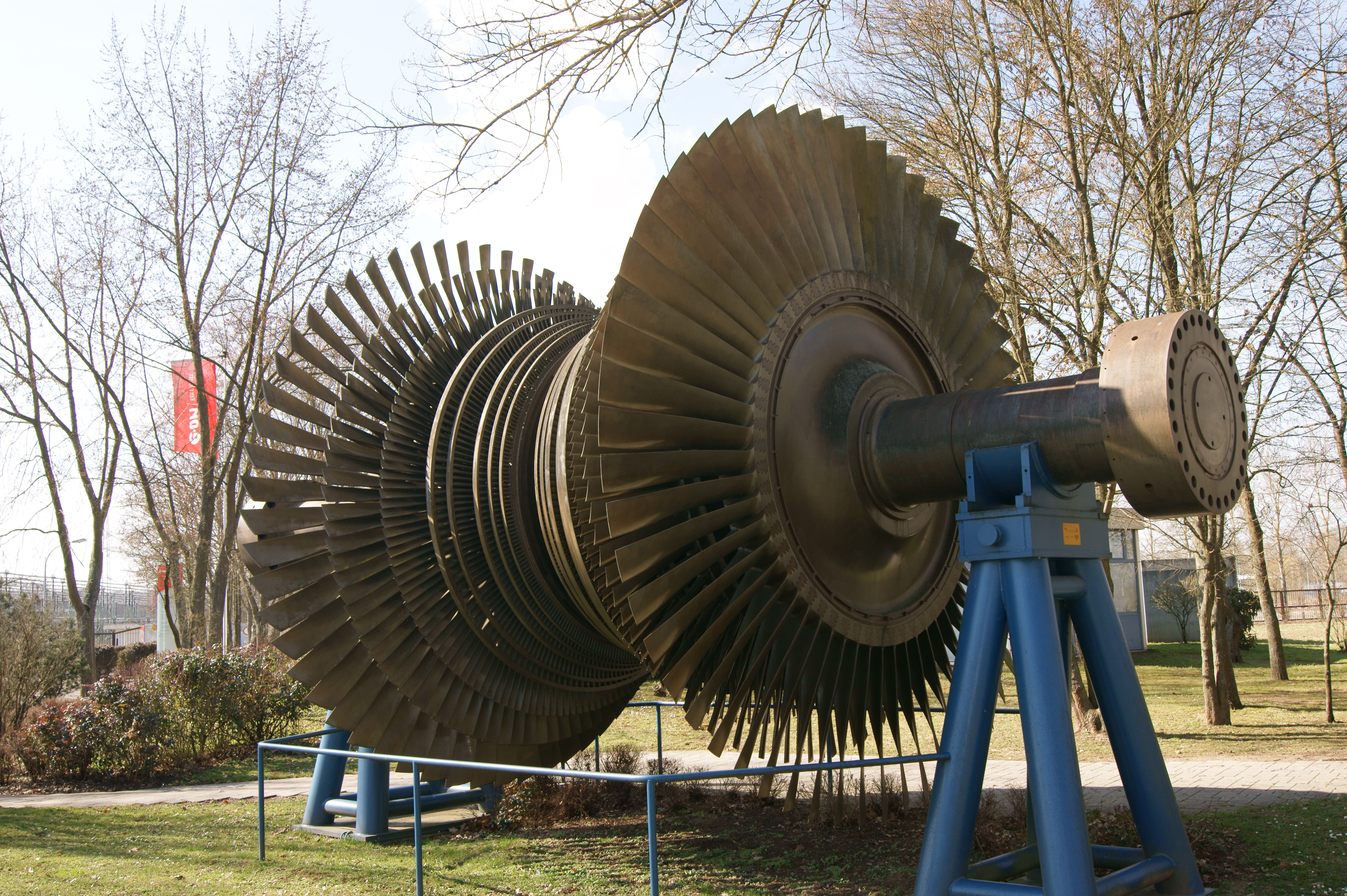
Виведений з ужитку ротор турбіни низького тиску

## Протести
АЕС не має власного під’їзду, тому касторові контейнери транспортували на низьконавантажувальних платформах на станцію в центрі Гохсхайма, щоб там завантажити їх на потяг. Потім це було доставлено на завод з переробки або тимчасове сховище. Під час завантаження в Гохсхаймі територія була оточена поліцією. Були регулярні демонстрації, але вони завжди були мирними. Сім'ї, які проживають поблизу зони завантаження, безуспішно скаржилися на оператора атомної електростанції через нерегулярні проміжки часу, щоб припинити це завантаження. Скарги обґрунтовувалися збільшенням випадків захворювання внаслідок радіаційного опромінення. Однак розслідування не змогли цього підтвердити. Завдяки тимчасовому сховищу на атомній електростанції, яке було завершено в 2006 році, ці транспортування радіоактивних матеріалів Castor більше не потрібні, поки не буде знайдено можливість остаточного зберігання в Німеччині.
Було кілька демонстрацій проти дозволів на будівництво тимчасового сховища з боку кампанії громадян із Швайнфурта за захист навколишнього середовища та захисту життя - Громадянська ініціатива проти атомних станцій (BA-BI), екологічно-демократична партія та Федеральна охорона природи Агентство. З одного боку, радіаційний захист табору виявився надто низьким, з іншого боку, маючи 88 паркувальних місць, він вважався завеликим, оскільки атомна електростанція могла використовувати лише близько 20 паркувальних місць із залишковим терміном служби 32 роки. Демонстранти дійшли висновку, що атомна електростанція має працювати довше або зберігати контейнери з інших атомних електростанцій, що, у свою чергу, потребувало б транспортування. Деякі навіть підозрювали, що Графенрайнфельд має стати місцем планування будівництва ще однієї атомної електростанції.

## Дані енергоблоку
АЕС має один енергоблок:
| Енергоблок            | Тип реактору                                   | Нетто- потужність | Брутто- потужність | Початок будівництва | Синхронізація з електромережею | Комерційна експлуатація | Закриття   |
| --------------------- | ---------------------------------------------- | ----------------- | ------------------ | ------------------- | ------------------------------ | ----------------------- | ---------- |
| Grafenrheinfeld (KKG) | водо-водяний ядерний реактор (PWR, Vor-Konvoi) | 1275 МВт          | 1345 МВт           | 01.01.1975          | 30.12.1981                     | 17.06.1982              | 27.06.2015 |